# Hidas
Hidas är en ort i Ungern.   Den ligger i provinsen Baranya, i den sydvästra delen av landet, 140 km söder om huvudstaden Budapest. Hidas ligger 139 meter över havet och antalet invånare är 2 274.
Terrängen runt Hidas är platt åt nordost, men åt sydväst är den kuperad. Runt Hidas är det ganska glesbefolkat, med 40 invånare per kvadratkilometer. Närmaste större samhälle är Bonyhád, 5,4 km nordost om Hidas. Trakten runt Hidas består till största delen av jordbruksmark.